# Kfar Warburg
Kfar Warburg (Hebreeuws: כפר ורבורג) is een mosjav van de regionale raad van Be'er Tuvia. De mosjav ligt in het noordwestelijke deel van de Negev.

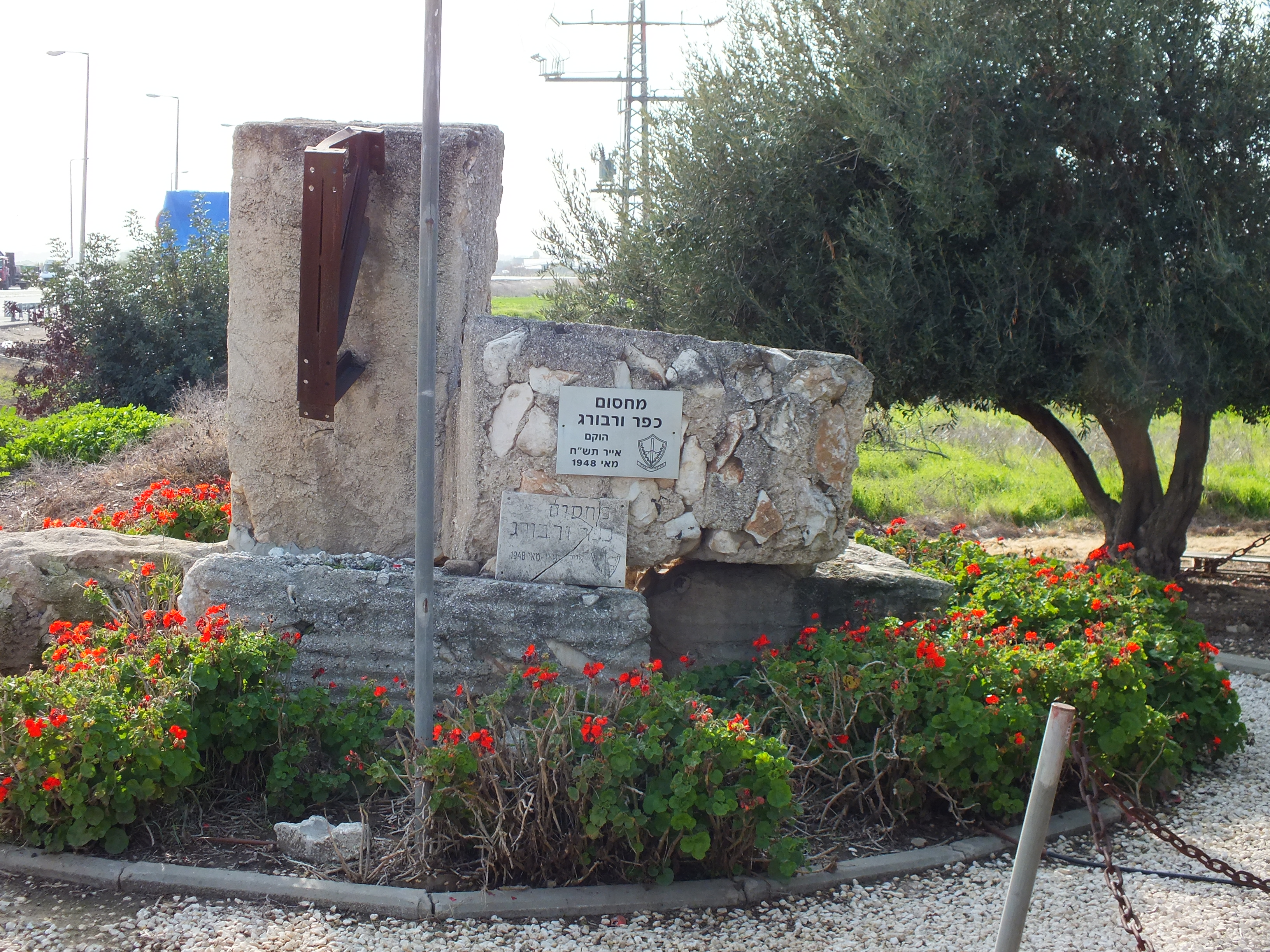
Kfar Warburg